# Lit-et-Mixe
Lit-et-Mixe település Franciaországban, Landes megyében. Lakosainak száma 1704 fő (2022. január 1.). Lit-et-Mixe Lévignacq, Linxe, Saint-Julien-en-Born, Uza és Vielle-Saint-Girons községekkel határos.

## Népesség
A település népességének változása:
| Lakosok száma | 1353 | 1322 | 1408 | 1452 | 1563 | 1588 | 1606 | 1657 | 1682 | 1704 |
|               | 1968 | 1982 | 1990 | 2006 | 2013 | 2015 | 2017 | 2019 | 2020 | 2022 |